# Никульевка (Башмаковский район)
Никульевка — село в Башмаковском районе Пензенской области России. Административный центр Алексеевского сельсовета.

## Население
| 1926 | 1930 | 1959 | 1979 | 1989 | 1996 | 2002  |
| ---- | ---- | ---- | ---- | ---- | ---- | ----- |
| 39   | ↘35  | ↗757 | ↘689 | ↗780 | ↗995 | ↗1004 |
| 2010 |      |      |      |      |      |       |
| ↘915 |      |      |      |      |      |       |

## История
Основано в 1920-х годах как хутор совхоза «Никульевский» Госпромсовхозтреста. В 1939 г. вошло в состав Алексеевского сельсовета. С 1980-х годов центральная усадьба совхоза «Петровский».

## Уроженцы
П. Д. Заломнов — советский, российский оперный певец.